# میونس
میونس (به لاتین: Meyuns) یک منطقهٔ مسکونی در پالائو است که در کورور واقع شده‌است. میونس ۱٬۰۰۰ نفر جمعیت دارد.